# Christmas With You
Christmas with You és una pel·lícula de comèdia romàntica estatunidenca del 2022 escrita per Paco Farias, Jennifer C. Stetson i Michael Varrati, dirigida per Gabriela Tagliavini i protagonitzada per Aimee Garcia i Freddie Prinze Jr.. La pel·lícula es va estrenar a Netflix el 17 de novembre de 2022. S'ha subtitulat al català.

## Repartiment
- Freddie Prinze Jr. com a Miguel
- Aimee Garcia com Angelina
- Grace Dumdaw com a Madison Sparks
- Gabriel Sloyer com a Ricardo
- Deja Monique Cruz com a Cristina
- Zenzi Williams com a Monique
- Socorro Santiago com a Frida
- Lawrence J. Hughes com a Barry
- Nicolette Stephanie Templier com a Cheri Bibi